# The Radio One Sessions (album, Syd Barrett)
The Radio One Sessions je druhé živé album britského zpěváka a kytaristy Syda Barretta, zakládajícího člena skupiny Pink Floyd. EP bylo vydáno v roce 2004 (viz 2004 v hudbě).
The Radio One Sessions vychází z EP The Peel Session, které vyšlo v roce 1988. Obě desky obsahují pět skladeb, které Syd Barrett s Davidem Gilmourem a Jerry Shirleym nahráli pro rozhlasový pořad BBC Top Gear 24. února 1970 (tento díl byl vysílán 14. března téhož roku). Na The Radio One Sessions se dále nachází ještě tři písně nahrané v horší kvalitě, které Barrett a spol. zahráli pro show Boba Harrise v roce 1971.
Skladbu „Two of a Kind“ jako jedinou z EP pravděpodobně nenapsal Barrett, ale klávesista Rick Wright, přičemž Barrett ji přijal za svoji kompozici.

## Seznam skladeb
Všechny skladby napsal(i) Syd Barrett, vyjma té, kde je uveden autor. 
| Pořadí         | Název                 | Autor          | Délka |
| -------------- | --------------------- | -------------- | ----- |
| 1.             | Terrapin              |                | 3:09  |
| 2.             | Gigolo Aunt           |                | 3:42  |
| 3.             | Baby Lemonade         |                | 2:34  |
| 4.             | Effervescing Elephant |                | 1:02  |
| 5.             | Two of a Kind         | Wright         | 2:35  |
| 6.             | Baby Lemonade         |                | 2:23  |
| 7.             | Dominoes              |                | 3:02  |
| 8.             | Love Song             |                | 1:27  |
| Celková délka: | Celková délka:        | Celková délka: | 20:01 |

## Obsazení
- Syd Barrett – akustická kytara, zpěv
- David Gilmour – baskytara, elektrická kytara, varhany, vokály
- Jerry Shirley – perkuse